# جبهه جنوبی (گروه شورشی سوری)
جبهه جنوبی (به عربی: الجبهة الجنوبیة) یک ائتلاف شورشی سوری متشکل از ۵۴ یا ۵۸ جناح مخالف سوری وابسته به ارتش آزاد سوریه است که در ۱۳ فوریه ۲۰۱۴ در جنوب سوریه تأسیس شد.